# Kozojedy (okres Rakovník)
Kozojedy (německy Kosojed) jsou obec v okrese Rakovník v Středočeském kraji. Leží na návrší nad levým břehem Smolnického potoka, zhruba osmnáct kilometrů severovýchodně od Rakovníka a jedenáct kilometrů jižně od Loun. Žije zde 86 obyvatel.

## Název
Název vesnice je odvozen z posměšného spojení ves kozojedů, tj. lidí, kteří jedí kozy. V historických pramenech se vyskytuje ve tvarech: de Kozojed (1316), de Kozogied (1380) nebo Kozogedy (1628).

## Historie
První písemná zmínka o vesnici pochází z roku 1316.

## Obyvatelstvo
| Rok            | 1869 | 1880 | 1890 | 1900 | 1910 | 1921 | 1930 | 1950 | 1961 | 1970 | 1980 | 1991 | 2001 | 2011 | 2021 |
| -------------- | ---- | ---- | ---- | ---- | ---- | ---- | ---- | ---- | ---- | ---- | ---- | ---- | ---- | ---- | ---- |
| Počet obyvatel | 282  | 280  | 313  | 326  | 296  | 247  | 272  | 192  | 161  | 128  | 118  | 99   | 92   | 90   | 96   |
| Počet domů     | 39   | 43   | 44   | 46   | 50   | 49   | 51   | 53   | 50   | 44   | 35   | 50   | 50   | 52   | 52   |

## Obecní správa
Mezi lety 1850–1879 Kozojedy patřily jako osada obce k Vinařicím v okrese Louny. V letech 1880–1979 byly obcí v okrese Louny (1880–1930), posléze v okrese Nové Strašecí (1950) a později v okrese Rakovník. Od 1. ledna 1980 do 23. listopadu 1990 patřily jako část obce k Pochvalovu a od 24. listopadu 1990 jsou opět samostatnou obcí.

### Obecní symboly
Znak a vlajka byly obci uděleny rozhodnutím předsedy Poslanecké sněmovny Parlamentu České republiky dne 4. března 2014.

## Pamětihodnosti
- Národní přírodní rezervace Pochválovská stráň, místo výskytu medvědice lékařské, asi 1¾ kilometru jihovýchodně od Kozojed
- Hradiště Dřevíč s kostelíkem svatého Václava, archeologické naleziště z období počátků českého státu, zhruba jeden kilometr jihovýchodně od vsi
- Zemědělský dvůr Dřevíč
- Jižně od Dřevíče stávala od čtrnáctého století tvrz a hospodářský dvůr Rychvald. Sídliště zaniklo po roce 1522. Dochovaly se z něj terénní relikty budov a ohrazení.[9]
- Z této obce pocházel Dalibor z Kozojed, který byl popraven dne 13. března 1498 na Pražském hradě za ochranu vzbouřených poddaných Adama Ploskovského z Drahonic. Dalibor z Kozojed se stal hrdinou děl Aloise Jiráska (Staré pověsti české) a Bedřicha Smetany (opera Dalibor).
- V katastru Kozojed se nachází nejsevernější bod okresu Rakovník (50°15′49″ s. š., 13°48′45″ v. d.); toto místo leží zhruba jeden kilometr severně od obce, na západním konci pásu zeleně v polích jižně od silnice Vinařice - Úlovice.